# Betbezer-d'Armagnac
Betbezer-d'Armagnac é uma comuna francesa na região administrativa da Nova Aquitânia, no departamento Landes. Estende-se por uma área de 7,94 km². Em 2010 a comuna tinha 150 habitantes (densidade: 18,9 hab./km²).